# Huang Xu
Huang Xu (黃旭T, 黄旭S, Huáng XùP; Nantong, 4 febbraio 1979) è un ginnasta cinese vincitore di due medaglie d'oro nel concorso a squadre alle Olimpiadi: nel Sydney 2000 e nel 2008.

## Palmarès
- Giochi olimpici estivi

Sydney 2000: oro nel concorso a squadre.
Pechino 2008: oro nel concorso a squadre.
- Campionati mondiali di ginnastica artistica

1997 - Losanna: oro nel concorso a squadre.
1999 - Tianjin: oro nel concorso a squadre.
2003 - Anaheim: oro nel concorso a squadre e argento nelle parallele.
2007 - Stoccarda: oro nel concorso a squadre.